# Po čem muži touží 2
Po čem muži touží 2 je česká komedie režiséra Rudolfa Havlíka z roku 2022. Havlík také společně s Filipem Oberfalcerem napsal k filmu scénář. Snímek, odlehčeně pojímající střet mužského a ženského světa, navazuje na Havlíkův předchozí film Po čem muži touží (2018); v něm se exredaktor Karel (Jiří Langmajer) probudí v těle psycholožky Ireny (Anna Polívková) a stane se Karlou; v chystané dvojce dojde k témuž divu, leč v opačném gardu: Irena se probudí v Karlově korpusu – a je z ní Iren.
Film měl v českých kinech premiéru 21. dubna 2022.

## Děj
Psycholožka Irena, odbornice na partnerské vztahy, prožívá nelehké období: klienti se nehodlají řídit jejími radami, dostane výpověď z nájemní smlouvy v domě, kde ordinuje, a přistihne svého partnera in flagranti. S kamarádkou Marcelou pak důkladně zapije žal; pod vlivem alkoholu následně navštíví vědmu a vysloví fatální přání: Chci bejt chlapǃ; následujícího rána se skutečně probudí v mužském těle. V takto vzniklé situaci jí podá pomocnou ruku soused Radim (zaměstná ji ve své partě stavebníků a přivede do fotbalového týmu, jehož je trenérem); je totiž do Ireny dávno zamilovaný a instinktivně tuší, že jeho milovaná je v nitru toho chlápka středního věku.

## Obsazení
| Anna Polívková    | Irena Kopáčová              |
| Jiří Langmajer    | Iren (Irena v mužském těle) |
| Marek Taclík      | Radim                       |
| Leoš Noha         | Franta                      |
| Tereza Kostková   | Marcela                     |
| Zuzana Kronerová  | vědma Zoltana               |
| Radek Holub       | Vagi                        |
| Oskar Hes         | Čermi                       |
| Pavel Šimčík      | Luboš                       |
| Jiří Maryško      | Zygy                        |
| Ondřej Kavan      | Zbyněk                      |
| Michal Kavalčík   |                             |
| Martina Babišová  |                             |
| Petra Špindlerová |                             |
| Hana Seidlová     |                             |
| Jiří Bábek        |                             |
| Petra Kosková     |                             |
| Jan Hájek         |                             |
| Pavlína Němcová   |                             |

## Výroba
Natáčení proběhlo na podzim 2021.

## Citát
| „                | My jsme ani netušili, že by film mohl mít takový divácký úspěchǃ Pokračování vzniklo hlavně proto, že mě baví dělat komedie, baví mě, když se lidi v kině smějí. Jenže jsme se báli, jestli dokážeme navázat humorem, pro který měli diváci první film rádi. | “ |
| — režisér Havlík | |   |

## Přijetí
- Věra Míšková, Právo / Novinky.cz,  45 %[7]